# Dendropaemon lobatus
Dendropaemon lobatus är en skalbaggsart som beskrevs av Waterhouse 1891. Dendropaemon lobatus ingår i släktet Dendropaemon och familjen bladhorningar. Inga underarter finns listade i Catalogue of Life.